# N-Vision
株式会社N-Vision（エヌビジョン）は、広島市中区に本社を置く、水まわりの緊急メンテナンスを行う企業である。

## 概要
地域名+「水道職人」という屋号で活動しており、水まわりでトラブルが発生した時、依頼者のもとへ専用車とともに駆けつける。
緊急メンテナンスの修理だけではなく便器・洗面台・給湯器の交換など水道設備のリフォームも行っており、一般家庭のほか会社や店舗など法人向けサービスも提供している。